# Rue Suzanne-Lenglen
La rue Suzanne-Lenglen est une voie du 16e arrondissement de Paris, en France.

## Situation et accès
La rue Suzanne-Lenglen est une voie située dans le 16e arrondissement de Paris. Elle débute boulevard d'Auteuil à Boulogne-Billancourt et se termine avenue de la Porte-d'Auteuil. Elle traverse le stade Roland-Garros.

## Origine du nom
Elle porte le nom de la championne de tennis française Suzanne Lenglen (1899-1938).

## Historique
Cette voie, initialement appelée « route des Princes », était située sur le territoire de Boulogne-Billancourt annexé à Paris par décret du 3 avril 1925.
Elle a pris sa dénomination actuelle par un arrêté municipal du 27 juillet 1979.